# Arageli
«Arageli» (ARithmetic, Algebra, GEometry, Linear and Integer linear programming) — математическая библиотека, разрабатываемая на языке программирования C++, предоставляющая средства для точных, то есть символьных или алгебраических вычислений. Она содержит определения основных алгебраических структур, таких как целые числа произвольной величины, рациональные числа, числа с плавающей запятой, векторы, матрицы, полиномы от одной и многих переменных, алгебраические числа, интервалы, многогранные конусы, полиэдры и т. д., а также базовые операции над ними.